# Europacupen i ishockey 1980/1981
Europacupen i ishockey 1980/1981 inleddes den 9 oktober 1980, och avslutades den 9 augusti 1981.
Turneringen vanns av sovjetiska CSKA Moskva, som vann slutspelsserien.

## Första omgången
| Lag 1             | Resultat   | Lag 2                |
| ----------------- | ---------- | -------------------- |
| Flyers Heerenveen | 12–1, 11–2 | Levski-Spartak Sofia |
| Vojens IK         | 3–10, 2–11 | Zaglebie Sosnowiec   |
| Dynamo Berlin     | 13–4, 10–2 | HC Steaua Bucureşti  |
| EC KAC            | 2–3, 1–4   | HC Gherdëina         |
| CHH Txuri Urdin   | 2–2, 2–10  | ASG Tours            |

 EHC Arosa,  
 HK Olimpija Ljubljana,   
 Mannheimer ERC  : vidare direkt

## Andra omgången
| Lag 1              | Resultat | Lag 2                 |
| ------------------ | -------- | --------------------- |
| Flyers Heerenveen  | 5–6, 5–3 | EHC Arosa             |
| Zaglebie Sosnowiec | 6–3, 1–6 | Dynamo Berlin         |
| HC Gherdëina       | 1–1, 3–8 | HK Olimpija Ljubljana |
| ASG Tours          | 5–6, 2–9 | Mannheimer ERC        |

 HIFK,   
 Brynäs IF,  
 Poldi Kladno,  
 CSKA Moskva  : vidare direkt

## Tredje omgången
| Lag 1                 | Resultat  | Lag 2        |
| --------------------- | --------- | ------------ |
| HK Olimpija Ljubljana | 2–5, 2–12 | Poldi Kladno |
| Dynamo Berlin         | 2–3, 3–6  | HIFK         |
| Mannheimer ERC        | 3–6, 4–5  | Brynäs IF    |
| Flyers Heerenveen     | 0–11, 1–9 | CSKA Moskva  |

## Slutspelsserien
Urtijëi, Italien
| Lag 1        | Resultat | Lag 2        |
| ------------ | -------- | ------------ |
| HIFK         | 5–4      | Poldi Kladno |
| CSKA Moskva  | 10–1     | Brynäs IF    |
| CSKA Moskva  | 6–0      | HIFK         |
| Poldi Kladno | 4–2      | Brynäs IF    |
| HIFK         | 3–3      | Brynäs IF    |
| CSKA Moskva  | 12–2     | Poldi Kladno |

### Slutspelsserien, slutställning
| Placering | Lag          | Poäng |
| 1         | CSKA Moskva  | 6     |
| 2         | HIFK         | 3     |
| 3         | Poldi Kladno | 2     |
| 4         | Brynäs IF    | 1     |